# تاریخچه سیفلیس

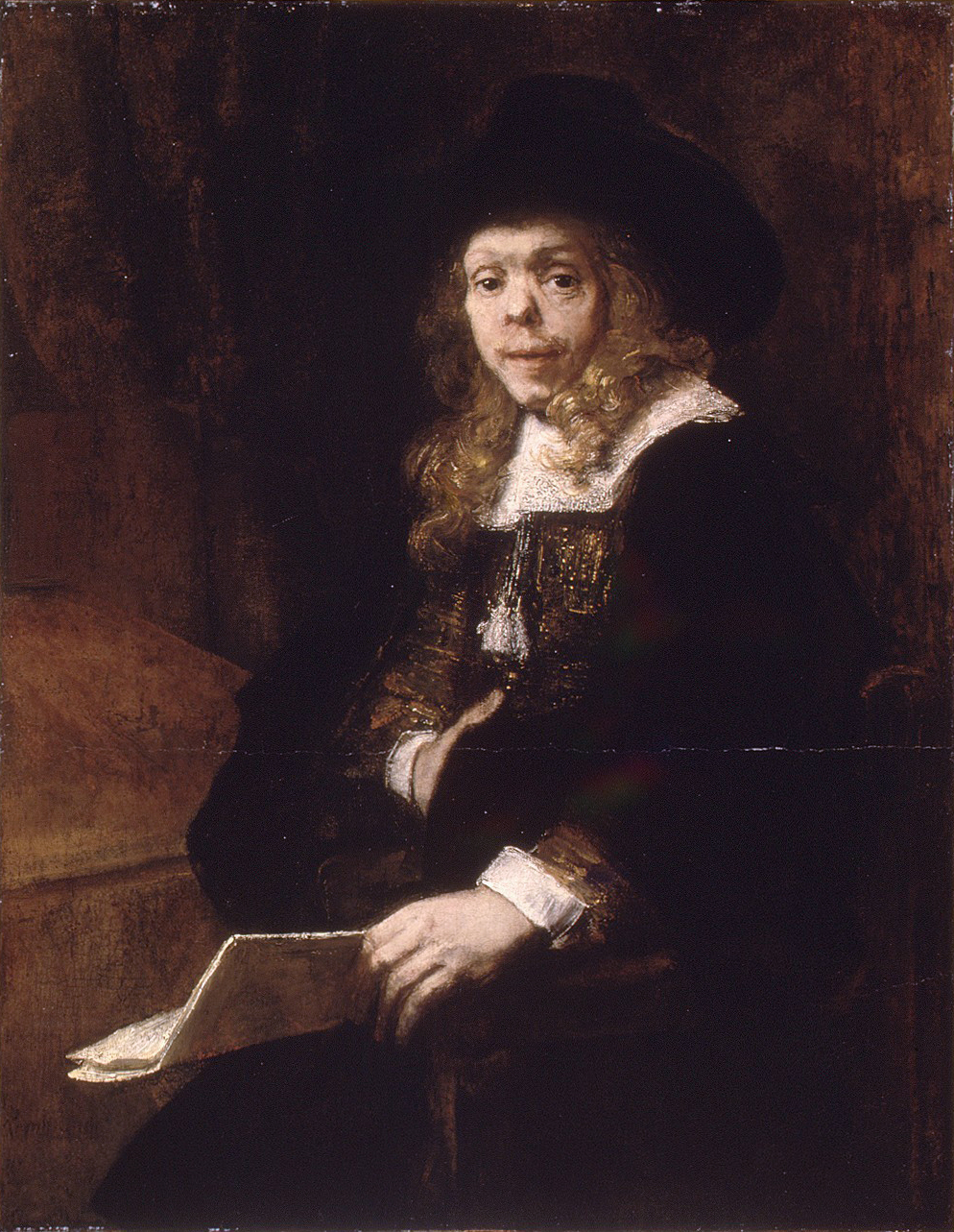
نقاشی جرارد دی لایریس به دست رامبرانت، حدود ۱۶۶۵–۶۷، رنگ روغن روی بوم، دی لایریس که خود نقاش و نظریه‌پرداز هنر بود، از سفلیس مادرزادی رنج می‌برد و این بیماری به شدت موجب تغییر شکل صورت او شده بود و در نهایت منجر به کوری وی شد.

تاریخچه سفلیس موضوعی است که بر روی آن مطالعات بسیار زیادی شده است، اما هنوز خاستگاه دقیق سفلیس مورد مناقشه است. می‌دانیم که سیفلیس پیش از ورود اروپاییان به قاره آمریکا در این قاره وجود داشت. مناقشه بر سر این است که آیا سفلیس در جای دیگری در جهان هم وجود داشت یا خیر. در این مورد دو فرضیه اولیه وجود دارد:
- فرضیه کلمبی: طبق این فرضیه سفلیس در بازگشت خدمه از سفر دریایی کریستف کلمب از قاره آمریکا به اروپا وارد شد.
- فرضیه پیشاکلمبی: این فرضیه بر این باور است که سفلیس از قبل در اروپا وجود داشته، اما ناشناخته بوده است.[۳]

شواهد موجود بیشتر از فرضیه کلمبی حمایت می‌کنند.
اولین نمونه‌های گسترش سفلیس در اروپا مربوط به سال‌های ۱۴۹۴/۱۴۹۵ در ناپل ایتالیا، طی حمله فرانسوی‌ها به ثبت رسیده‌اند. به علت شیوع این بیماری با بازگشت سربازان فرانسوی، این بیماری در برخی زبان‌ها به «بیماری فرانسوی» معروف شد و هنوز هم به صورت سنتی آن را به این نام می‌خوانند. در سال ۱۵۳۰، برای نخستین بار یک شاعر و پزشک ایتالیایی به نام گیرولامو فراکاستورو نام «سفلیس» را برای عنوان یکی از اشعار خود به زبان لاتین به کار برد. این شعر با وزن شش ضربی داکتیلیک، شیوع این بیماری در ایتالیا را توصیف می‌کند. همچنین به لحاظ تاریخی این بیماری به «آبله بزرگ» نیز مشهور است.
نخستین بار فریتز شادین و اریش هوفمان در سال ۱۹۰۵ باکتری‌ای را که باعث این بیماری می‌شود، یعنی «ترپونما پالیدیوم» شناسایی کردند. اولین درمان مؤثر (سالوارسان) در سال ۱۹۱۰ توسط پل الریخ به کار گرفته شد، که با بررسی استفاده از پنی‌سیلین و تأیید کارایی آن در سال ۱۹۴۳ ادامه یافت. قبل از ظهور درمان مؤثر، استفاده از جیوه و روش قرنطینه و درمان‌هایی که اغلب بدتر از خودِ بیماری بودند، رواج داشتند. احتمال می‌رود بسیاری از چهره‌های مشهور تاریخی مانند هنری هشتم،  فرانتس شوبرت، آرتور شوپنهاور، ادوارد مانه و آدولف هیتلر مبتلا به این بیماری بوده‌اند.

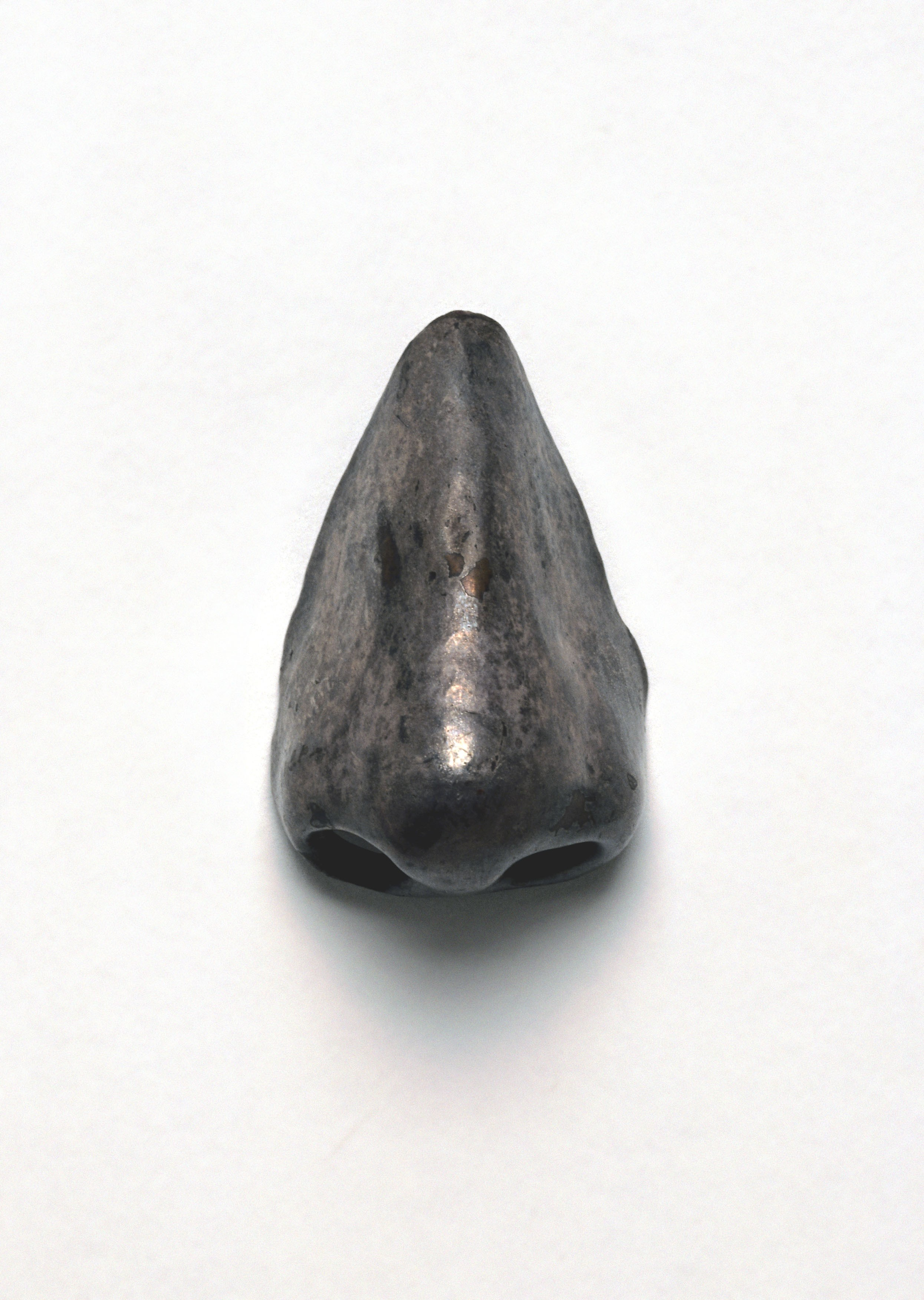
یک بینی مصنوعی متعلق به قرن ۱۷–۱۸ که به دلیل اثرات بیماری از این گونه جایگزین‌ها استفاده می‌شده است.

آمار گرفته شده نشان می‌دهد که تنها در سال ۱۹۹۹، ۱۲ میلیون مورد جدید آلوده به سفلیس در سراسر جهان مشاهده شد که بیش از ۹۰٪ آنها در کشورهای در حال توسعه زندگی می‌کردند. اگرچه در دهه ۱۹۴۰ به دلیل اینکه پنی‌سیلین به طور گسترده در دسترس و قابل استفاده بود میزان ابتلاء کاهش چشم‌گیری داشت، اما پس از آغاز هزاره سوم در بسیاری از کشورها ابتلاء به عفونت افزایش یافته و این ابتلاء در اکثر موارد با ویروس HIV همراه بوده است. دلیل این افزایش تا حدودی به استفاده از شیوه‌های غیرایمن در رابطه‌های جنسی میان مردانی که با مردان دیگر رابطه جنسی دارند، افزایش بی‌بند و باری، تن‌فروشی، و کاهش استفاده از کاندوم تشخیص داده شده است.
بین قرن‌های ۱۸ و ۱۹ سفلیس در اروپا شیوع زیادی داشته است. در اوایل قرن ۲۰ در کشورهای توسعه‌یافته، عفونت‌ها به سرعت با شیوع استفاده از آنتی‌بیوتیک‌ها کاهش پیدا کردند، و این روند تا دهه‌های ۱۹۸۰ و ۱۹۹۰ ادامه داشت. از سال ۲۰۰۰، نرخ رشد سفلیس در آمریکا، کانادا، انگلستان، استرالیا و اروپا افزایش یافته است، و این روند بیشتر در میان مردان همجنس‌گرا دیده می‌شود.